# 刘玉娥
刘玉娥（1935年9月—），女，山东烟台人，中华人民共和国工人、政治人物。

## 生平
1953年在湖南长沙裕湘纱厂当学徒，后进入湘潭纺织印染厂当细纱挡车工。学习技术进步快，进工厂1年后，看台能力即为一千零五十个中支纬纱锭，达到全国先进水平，各项生产指标都名列前茅，多次被评为厂、市、省先进生产(工作)者劳动模范。1954年加入中国共产党。1956年被授予全国先进生产者称号。1958年提干。1968年任湘潭纺织印染厂一厂后纺车间党总支书记、革委会主任。“文化大革命”期间受到冲击，被下放到车间劳动。1971年5月任厂党委常委、革委会副主任。
1972年，任中共湘潭（县级市）市委副书记、市革委会副主任。1973年3月，任共青团湖南省委书记。1973年5月，任中共湖南省委常委，兼任省煤炭会战指挥部常务副指挥长、省轻纺工业领导小组副组长。1977年10月至1993年，任中共湖南省委常委、湖南省总工会主席、党组书记。1978年10月，在中国工会第九次全国代表大会上当选为全国总工会副主席。
1956年至1995年先后当选为中共湖南省第一、三、四、五、六、七次代表大会代表，新民主主义青年团第三次全国代表大会代表，第四届全国政协委员，第九届全国人大代表，中国共产党第十至十四次全国代表大会代表。1988年1月至1998年当选为第七、八届湖南省人大常委会副主任。1994年任北京世界妇女大会湖南团组长。全国总工会第九届副主席、第十届执委、第十一届主席团委员。